# Villacher Alpenarena
Villacher Alpenarena – kompleks skoczni narciarskich w austriackiej miejscowości Villach o punktach konstrukcyjnych K90 (HS 98), K60, K30 oraz K15.
Od 1995 roku na skoczni regularnie rozgrywane są międzynarodowe zawody organizowane przez FIS. Obiekt jest także częstym miejscem treningowym. Posiada sztuczne oświetlenie.
Najdłuższy skok oddany na największej ze skoczni należącej do kompleksu to 104 metry uzyskane w 2015 roku przez Michaela Hayböcka. Rekordzistą skoczni średniej (HS-65) jest Austriak Lukas Tschuschnig, jego rezultat to 68 metrów. Natomiast rekord skoczni małej wynosi 32 metry i należy do Siegfrieda Mörtla.

## Parametry

### K-90
- Punkt konstrukcyjny: 90 m[1]
- Wielkość skoczni (HS): 98 m
- Długość najazdu: 80 m
- Nachylenie najazdu: 35°
- Długość progu: 5,9 m
- Nachylenie progu: 10,5°
- Wysokość progu: 2,87 m
- Nachylenie zeskoku: 36°
- Pojemność trybun: 18000

### K-60
- Punkt konstrukcyjny: 60 m[1]
- Wielkość skoczni (HS): 65
- Nachylenie progu: 10,5°
- Nachylenie zeskoku: 36°

## Rekordziści skoczni
| Rekordy zimowe | Rekordy zimowe | Rekordy zimowe    | Rekordy zimowe | Rekordy zimowe               |
| Lp.            | Data           | Zawodnik          | Odległość      | Uwagi                        |
| -------------- | -------------- | ----------------- | -------------- | ---------------------------- |
| 1.             | 8 grudnia 1995 | Mika Laitinen     | 94,5 m         | Puchar Świata                |
| 2.             | 8 grudnia 1995 | Masahiko Harada   | 99 m           | Puchar Świata                |
| 3.             | 8 grudnia 2001 | Adam Małysz       | 99,5 m         | Puchar Świata                |
| 4.             | 5 lutego 2006  | Daniel Lackner    | 100 m          | Puchar Kontynentalny         |
| 5.             | 5 lutego 2006  | Marcin Bachleda   | 101 m          | Puchar Kontynentalny         |
| 6.             | 1 lutego 2008  | David Unterberger | 103,5 m        | Mistrzostwa Austrii juniorów |

| Rekordy letnie | Rekordy letnie       | Rekordy letnie     | Rekordy letnie | Rekordy letnie             |
| Lp.            | Data                 | Zawodnik           | Odległość      | Uwagi                      |
| -------------- | -------------------- | ------------------ | -------------- | -------------------------- |
| 1.             | 12 sierpnia 2000     | Matti Hautamäki    | 99,5 m         | Letnie Grand Prix          |
| 2.             | 14 lipca 2001        | Robert Kranjec     | 102 m          | Puchar Kontynentalny       |
| 3.             | 16 października 2004 | Thomas Morgenstern | 102 m          | Mistrzostwa Austrii        |
| 4.             | 11 lipca 2009        | Robert Kranjec     | 102,5 m        | Letni Puchar Kontynentalny |

## Zawody międzynarodowe w skokach narciarskich rozegrane na skoczni Villacher Alpenarena
Stan po zakończeniu sezonu 2014/2015

### Puchar Świata
Na normalnej skoczni w Villach zawody Pucharu Świata odbyły się siedmiokrotnie. Po raz pierwszy w 1995 roku, a po raz ostatni w 2007. Po dwa zwycięstwa odnieśli Thomas Morgenstern i Masahiko Harada, który w 1995 roku na Villacher Alpenarena odniósł swoje pierwsze zwycięstwo w karierze.

### Letnie Grand Prix
| Lp. | Data             | 1. miejsce   | 2. miejsce      | 3. miejsce        |
| --- | ---------------- | ------------ | --------------- | ----------------- |
| 1.  | 12 sierpnia 2000 | Janne Ahonen | Matti Hautamäki | Hideharu Miyahira |

### Puchar Kontynentalny

#### Mężczyźni
| Lp. | Data             | 1. miejsce                    | 2. miejsce                                        | 3. miejsce       |
| --- | ---------------- | ----------------------------- | ------------------------------------------------- | ---------------- |
| 1.  | 11 stycznia 1997 | Hein-Arne Mathiesen           | Martin Schmitt                                    | Jaroslav Kahánek |
| 2.  | 6 lutego 1998    | Maxime Belleville             | Alexander Herr                                    | Grega Lang       |
| 3.  | 26 lipca 1998    | Marco Steinauer               | Alexander Herr                                    | Matthias Wallner |
| 5.  | 17 lipca 1999    | Martin Koch                   | Damjan Fras                                       | Michael Uhrmann  |
| 6.  | 18 lipca 1999    | Bernhard Metzler Dennis Störl | –                                                 | Michael Uhrmann  |
| 7.  | 15 lipca 2000    | Stefan Thurnbichler           | Thomas Hörl                                       | Manuel Fettner   |
| 8.  | 14 lipca 2001    | Robert Kranjec                | Roland Audenrieth                                 | Stefan Kaiser    |
| 9.  | 15 lipca 2001    | Robert Kranjec                | Jakub Hlava                                       | Stefan Kaiser    |
| 10. | 4 lutego 2006    | Piotr Żyła                    | Krystian Długopolski Maksim Anisimau Morten Solem | –                |
| 11. | 5 lutego 2006    | Morten Solem                  | Marcin Bachleda                                   | Gerald Wambacher |

#### Kobiety
| Lp. | Data             | 1. miejsce             | 2. miejsce                 | 3. miejsce             |
| --- | ---------------- | ---------------------- | -------------------------- | ---------------------- |
| 1.  | 14 stycznia 2007 | Ulrike Gräßler         | Jacqueline Seifriedsberger | Daniela Iraschko-Stolz |
| 2.  | 13 lutego 2010   | Daniela Iraschko-Stolz | Ulrike Gräßler             | Anette Sagen           |
| 3.  | 14 lutego 2010   | Ulrike Gräßler         | Daniela Iraschko-Stolz     | Sarah Hendrickson      |

### Letni Puchar Kontynentalny
| Lp. | Data             | 1. miejsce            | 2. miejsce                      | 3. miejsce                 |
| --- | ---------------- | --------------------- | ------------------------------- | -------------------------- |
| 1.  | 22 lipca 2006    | Wolfgang Loitzl       | Mario Innauer                   | Jan Mazoch                 |
| 2.  | 23 lipca 2006    | Gregor Schlierenzauer | Wolfgang Loitzl                 | Stefan Thurnbichler        |
| 3.  | 15 września 2007 | Primož Pikl           | Stefan Thurnbichler Martin Cikl | –                          |
| 4.  | 16 września 2007 | Stefan Thurnbichler   | Jon Aaraas                      | Marcin Bachleda            |
| 5.  | 20 września 2008 | Manuel Fettner        | Wolfgang Loitzl                 | Nicolas Fettner            |
| 6.  | 21 września 2008 | Markus Eggenhofer     | Wolfgang Loitzl                 | Manuel Fettner Primož Pikl |
| 7.  | 11 lipca 2009    | Robert Kranjec        | Lukas Müller                    | Daniel Lackner             |
| 8.  | 12 lipca 2009    | Robert Kranjec        | Primož Pikl                     | Lukas Müller               |

### FIS Cup

#### Mężczyźni
| Lp. | Data           | 1. miejsce                      | 2. miejsce           | 3. miejsce        |
| --- | -------------- | ------------------------------- | -------------------- | ----------------- |
| 1.  | 10 lipca 2009  | Choi Heung-chul                 | Florian Schabereiter | Dejan Judež       |
| 2.  | 13 lutego 2010 | Thomas Lackner                  | Christian Ulmer      | Markus Schiffner  |
|     | 14 lutego 2010 | Zawody odwołano.                | Zawody odwołano.     | Zawody odwołano.  |
| 3.  | 17 lipca 2010  | Lukas Müller                    | Markus Eggenhofer    | Thomas Diethart   |
| 4.  | 18 lipca 2010  | Lukas Müller                    | Čestmír Kožíšek      | Stefan Hayböck    |
| 5.  | 16 lipca 2011  | Stefan Kraft                    | Robert Hrgota        | Tarō Takayanagi   |
| 6.  | 17 lipca 2011  | Reruhi Shimizu                  | Stefan Kraft         | Tarō Takayanagi   |
| 7.  | 14 lipca 2012  | Markus Schiffner                | Thomas Diethart      | Andraž Pograjc    |
| 8.  | 15 lipca 2012  | Markus Schiffner                | Władisław Bojarincew | Johannes Obermayr |
| 9.  | 13 lipca 2013  | Marco Grigoli                   | Rok Zima             | Killian Peier     |
| 10. | 14 lipca 2013  | Markus Eggenhofer Marco Grigoli | –                    | Pascal Egloff     |
| 11. | 12 lipca 2014  | Clemens Aigner                  | Łukasz Podżorski     | Michael Lunardi   |
| 12. | 13 lipca 2014  | Clemens Aigner                  | Killian Peier        | Dawid Jarząbek    |
| 13. | 11 lipca 2015  | Danny Queck                     | Eduard Torok         | Ernest Prišlič    |
| 14. | 12 lipca 2015  | Tim Heinrich                    | Lukas Müller         | Danny Queck       |

#### Kobiety
| Lp. | Data          | 1. miejsce                 | 2. miejsce          | 3. miejsce               |
| --- | ------------- | -------------------------- | ------------------- | ------------------------ |
| 1.  | 14 lipca 2009 | Ema Klinec                 | Irina Awwakumowa    | Alexandra Pretorius      |
| 2.  | 15 lipca 2012 | Sabrina Windmüller         | Alexandra Pretorius | Ema Klinec               |
| 3.  | 13 lipca 2013 | Ema Klinec                 | Eva Logar           | Katharina Althaus        |
| 4.  | 14 lipca 2013 | Ema Klinec                 | Katharina Althaus   | Maja Vtič                |
| 5.  | 12 lipca 2014 | Katharina Althaus          | Urša Bogataj        | Gianina Ernst            |
| 6.  | 13 lipca 2014 | Katharina Althaus          | Gianina Ernst       | Coline Mattel            |
| 7.  | 11 lipca 2015 | Jacqueline Seifriedsberger | Luisa Görlich       | Urša Bogataj             |
| 8.  | 12 lipca 2015 | Jacqueline Seifriedsberger | Urša Bogataj        | Luisa Görlich Ema Klinec |

### Alpen Cup

#### Mężczyźni
| Lp. | Data             | 1. miejsce    | 2. miejsce   | 3. miejsce    |
| --- | ---------------- | ------------- | ------------ | ------------- |
| 1.  | 18 stycznia 2003 | Roland Müller | Rok Urbanc   | Jure Bogataj  |
| 2.  | 19 stycznia 2003 | Rok Urbanc    | Rok Benkovič | Roland Müller |
| 3.  | 11 września 2004 | Nejc Frank    | Andreas Wank | Arthur Pauli  |

#### Kobiety
| Lp. | Data             | 1. miejsce             | 2. miejsce             | 3. miejsce  |
| --- | ---------------- | ---------------------- | ---------------------- | ----------- |
| 1.  | 18 stycznia 2003 | Daniela Iraschko-Stolz | Anette Sagen           | Lindsey Van |
| 2.  | 19 stycznia 2003 | Anette Sagen           | Daniela Iraschko-Stolz | Lindsey Van |